# Tomasz Nowak (Politiker)

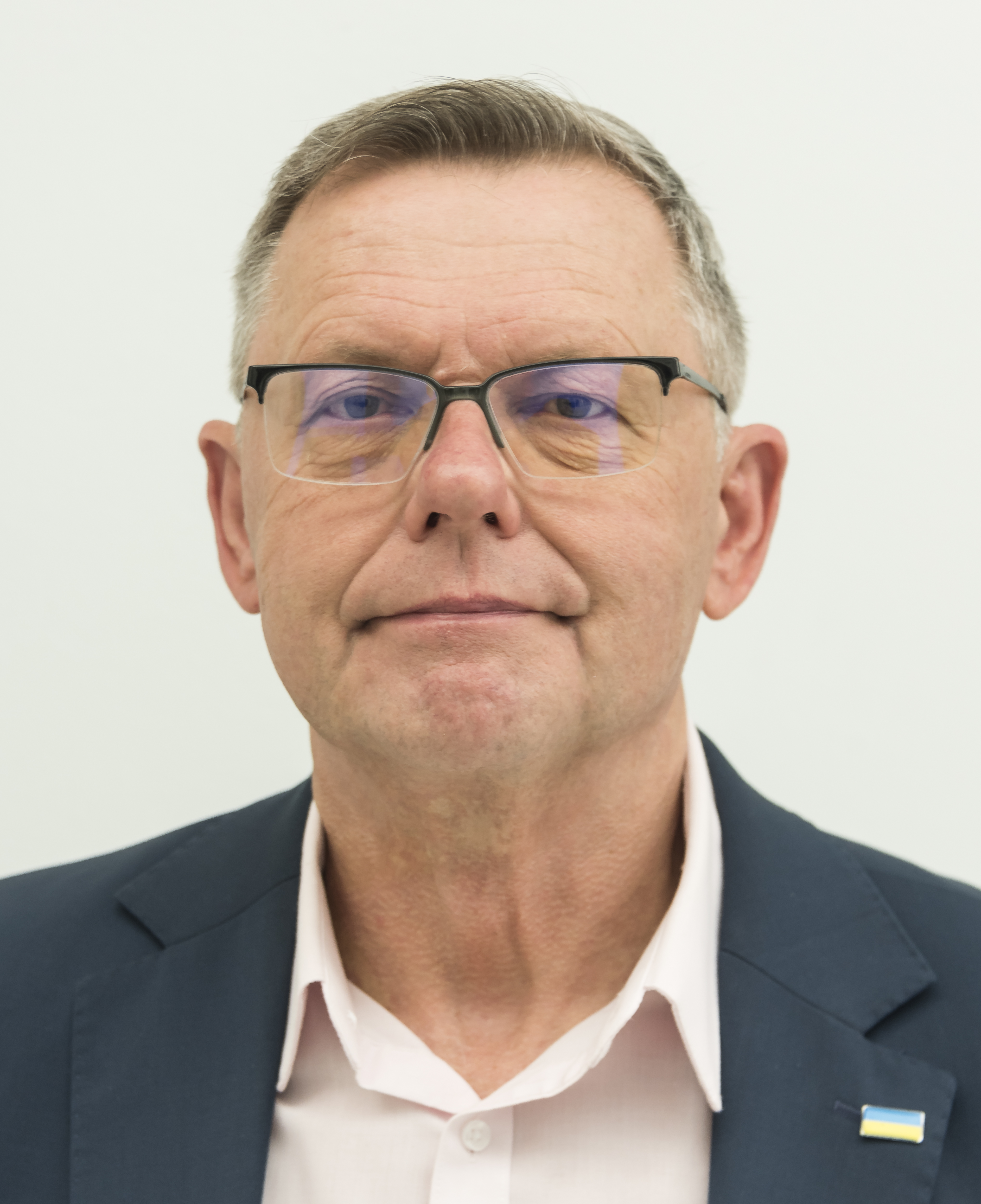
Tomasz Nowak (2022)

Tomasz Piotr Nowak (* 22. Dezember 1956 in Kwidzyn) ist ein polnischer Politiker der Platforma Obywatelska (PO) und Mitglied des Sejm der Republik Polen in der V., VI., VII. und VIII. Wahlperiode (seit 2005).

## Leben und Wirken

### Ausbildung
Tomasz Nowak studierte polnische Philologie mit dem Schwerpunkt Theater und schloss sein Studium 1979 an der Geisteswissenschaftlichen Fakultät der Universität Danzig ab. Später folgten noch ein postgraduales Studium in Öffentlichkeitsarbeit an der Hochschule für Management und Bankwesen in Posen (1999) und ein Aufbaustudium in Verwaltungswissenschaften an der Szkoła Główna Handlowa w Warszawie (2014).

### Beruflicher Werdegang
Nach seinem Studium der polnischen Philologie war Nowak zunächst bis 1986 als Theaterlehrer im Kulturzentrum in Konin tätig und übernahm danach bis 1992 die Leitung des Bergbaukulturhauses „Oskard“ in Konin. Ab 1990 war Nowak als Unternehmer in Konin tätig, unter anderem als Miteigentümer des Videoverleihers „Video Świat“ und Mitinhaber der PR-Agentur CN Public Relations.

### Politische Laufbahn
Bis ins Jahr 2000 war Nowak parteilos und trat 2001 der neugegründeten Platforma Obywatelska bei und war bis 2010 Vorstandsmitglied der Partei in der Woiwodschaft Großpolen.
Bei der Parlamentswahl 2005 kandidierte er für einen Sitz im Sejm der Republik Polen im Wahlkreis Nr. 37 auf Listenplatz 1 des Wahlkomitees KW Platforma Obywatelska RP. Mit 9.559 (4,38 %) der abgegebenen gültigen Stimmen erhielt er die meisten Stimmen auf der Wahlliste der PO und konnte so zusammen mit Paweł Arndt zwei der neuen Mandate im Wahlkreis für die Platforma Obywatelska gewinnen. Während der V. Wahlperiode war er Mitglied im Ausschuss für nationale und ethnische Minderheiten, im Ausschuss für Sozialpolitik (vom 9. November bis zum 9. Dezember 2015) und im Ausschuss für Arbeit (ab dem 9. Dezember).
Bei der vorgezogenen Parlamentswahl 2007 trat Nowak erneut im Wahlkreis 37 an und wiederum auf Listenplatz 1 der Platforma Obywatelska. Bei dieser Wahl konnte er mit 28.279 (9,50 %) der abgegebenen gültigen Stimmen seinen Wahlerfolg im Vergleich zur letzten Wahl ausbauen und zusammen mit Paweł Arndt und Irena Tomaszak-Zesiuk drei der neun Mandate im Wahlkreis gewinnen; genauso viele wie die Prawo i Sprawiedliwość. Die gesamte VI. Wahlperiode war er Mitglied im Wirtschaftsausschuss und im Ausschuss für Angelegenheiten der Europäischen Union.
Im Jahr 2011 bewarb sich Nowak bei der Parlamentswahl wie schon bei den letzten Wahlen erneut auf Listenplatz 1 der Platforma Obywatelska im Wahlkreis Nr. 37 um ein Mandat im Sejm der Republik Polen. Mit 24.346 (9,30 %) der abgegebenen gültigen Stimmen war sein Ergebnis in etwa wie bei der Wahl 2007 und sicherte ihm mit den meisten Stimmen im Wahlkreis erneut seine Wiederwahl. Die Prawo i Sprawiedliwość und die Platforma Obywatelska erhielten wieder jeweils drei der neun Mandate im Wahlkreis. Neben dem Wirtschaftsausschuss und dem Ausschuss für Angelegenheiten der Europäischen Union war Nowak während der VII. Wahlperiode auch Mitglied des außerordentlichen Ausschusses für Energie und Energieressourcen.
Für eine vierte Amtszeit als Abgeordneter des Sejm kandidierte Nowak bei der Parlamentswahl 2015. Sowohl Nowak selbst als auch die Platforma Obywatelska verloren deutlich an Zustimmung im Wahlkreis: Nowak, der auf Listenplatz 2 angetreten war, erhielt nur 11.820 (4,26 %) der abgegebenen gültigen Stimmen und konnte zusammen mit Paweł Arndt nur zwei Mandate im Wahlkreis für die Platforma Obywatelska gewinnen; die Prawo i Sprawiedliwość errang hingegen fünf der neun Mandate im Wahlkreis. Während der VIII. Wahlperiode ist Nowak Mitglied des Ausschusses für Angelegenheiten der Europäischen Union und Mitglied des Energie- und Finanzausschusses.

### Privates
Tomasz Nowak ist verheiratet und hat zwei Kinder.

### Lebenslauf
- O mnie. In: www.tomasz-nowak.pl. Abgerufen am 25. Mai 2019 (polnisch).